# Dawid Banaszek

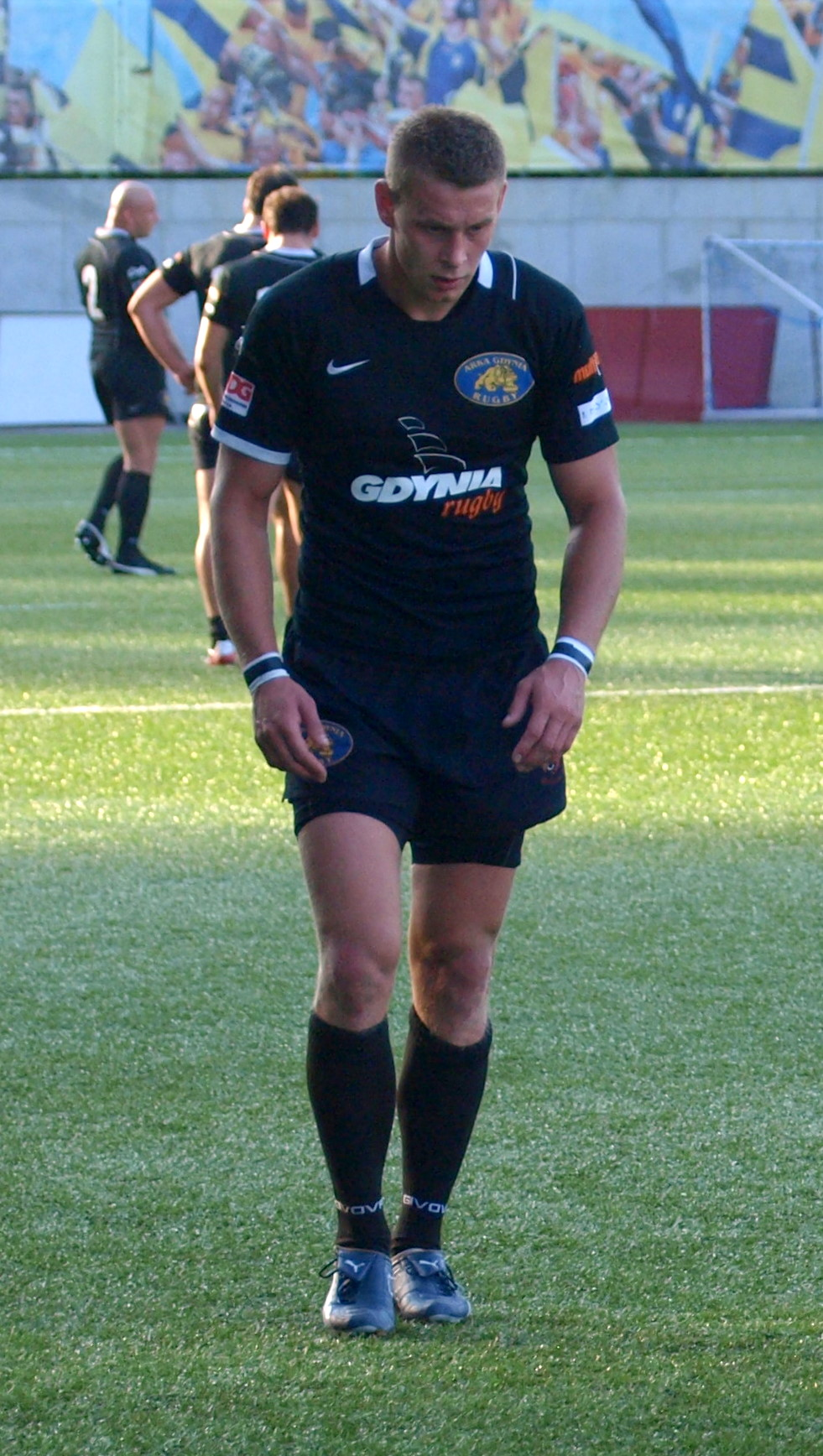
Banaszek w barwach Arki Gdynia

Dawid Banaszek (ur. 4 lutego 1987 w Sochaczewie) – polski rugbysta występujący przede wszystkim na pozycji łącznika ataku. Wielokrotny  reprezentant kraju.

## Kariera klubowa
Banaszek jest wychowankiem Orkana Sochaczew, z którym dwukrotnie (2006 i 2007) zajmował 6. miejsce w lidze. Dla klubu z Sochaczewa zdobył 143 punkty, w sezonie 2006/07 będąc szóstym najskuteczniejszym zawodnikiem w kraju. Za rok 2007 był nominowany do tytułu najlepszego sportowca roku w plebiscycie organizowanym przez Express Sochaczewski.
Latem 2007 roku z polecenia Tomasza Putry trafił do klubu CS Bourgoin-Jallieu. Choć pierwszy zespół Bourgoin walczył w lidze Top 14, Banaszek oprócz treningów, występował w tzw. Espoirs (Nadziejach), czyli drużynie do lat 23. Jednocześnie polski zawodnik w wybranych meczach, głównie podczas przerwy lub po zakończeniu rozgrywek we Francji, grał w barwach gdyńskiej Arki. W październiku i listopadzie 2007 roku zagrał w trzech meczach, a pod koniec sezonu w kolejnych dwóch. Wziął udział także w meczach rundy wiosennej sezonu 2008/09. Zajął wówczas z Arką drugie miejsce.
W przewie letniej w 2009 roku Banaszek opuścił Bourgoin-Jallieu i trafił do seniorskiej drużyny czwartoligowca ASVEL Rugby (liga Fédérale 2). Pomimo zmiany francuskiego pracodawcy, ponownie wsparł Arkę w trzech ostatnich meczach sezonu.
Sezon 2009/10 był ostatnim jak do tej pory spędzonym przez Banaszka we Francji – latem 2010 roku na stałe trafił do klubu z Gdyni, gdzie wywalczył sobie miejsce w wyjściowym składzie. Za swoją dobrą postawę na przestrzeni całego roku zdobył nominację do przyznawanego przez stowarzyszenie Barbarians Polska tytułu najlepszego zawodnika roku 2010; zajął także trzecie miejsce w plebiscycie czytelników portalu RugbyPolska.pl organizowanego pod nazwą „Najlepsi 2010”. Sezon 2010/11 zakończył się triumfem Arki w lidze oraz 98 punktami Banaszka, które dały mu 4. miejsce w klasyfikacji najlepiej punktujących. Wychowanek Orkana Sochaczew nie wziął jednak udziału w finale, jak i całej serii wiosennej w ogóle, ze względu na kontuzję. W lutym 2011 roku na treningu, podczas bezkontaktowych ćwiczeń, Banaszek zerwał przyczep więzadła krzyżowego. 23 marca 2011 roku przeszedł operację, po której rehabilitacja trwała ponad pół roku. Była to pierwsza tak poważna kontuzja w karierze Szatana. Do gry powrócił na początku listopada 2011 roku.
Banaszek słynie głównie z bardzo dobrej skuteczności kopów na bramkę – rzuty karne i drop goale wykonuje niekiedy także z własnej połowy. Po powrocie z Francji popisową akcją stało się także przebiegnięcie kilkudziesięciu metrów, mijając jednocześnie kilku zawodników rywali.
Podstawowy zawodnik Arki bierze także udział w rozgrywkach rugby 7.

### Statystyki
| Liczba punktów w sezonie | Liczba punktów w sezonie | Liczba punktów w sezonie | Liczba punktów w sezonie |
| Sezon                    | Msc.                     | L. pkt.                  | Klub                     |
| ------------------------ | ------------------------ | ------------------------ | ------------------------ |
| 2005/06                  | 42                       | 26                       | Orkan Sochaczew          |
| 2006/07                  | 6                        | 117                      | Orkan Sochaczew          |
| 2007/08                  | 17                       | 54                       | Arka Gdynia              |
| 2008/09                  | 9                        | 68                       | Arka Gdynia              |
| 2009/10                  | poniżej 18               | 18                       | Arka Gdynia              |
| 2010/11                  | 4                        | 98                       | Arka Gdynia              |

## Kariera reprezentacyjna
Karierę reprezentacyjną popularny Szatan rozpoczynał od drużyn juniorskich – z kadrą do lat 18 wystąpił w 2006 na rozgrywanych we Francji mistrzostwach Europy. W październiku tego samego roku zadebiutował w reprezentacji seniorskiej w meczu z drużyną Andory, który odbył się w Krakowie na Stadionie Juvenii. Od tego czasu, aż do odniesienia kontuzji kolana, regularnie występował w reprezentacji, rozgrywając w biało-czerwonych barwach trzy, cztery mecze rocznie.
Banaszek był również reprezentantem Polski w siedmioosobowej odmianie rugby union.

### Statystyki
Stan na dzień 11 marca 2023 r. Wynik reprezentacji Polski zawsze podany w pierwszej kolejności.
| Drużyna narodowa | Rok  | Mecze | Punkty |
| ---------------- | ---- | ----- | ------ |
| Polska           | 2006 | 2     | 2      |
| Polska           | 2007 | 2     | 13     |
| Polska           | 2008 | 4     | 19     |
| Polska           | 2009 | 4     | 16     |
| Polska           | 2010 | 4     | 10     |
| Polska           | 2011 | —     | —      |
| Polska           | 2012 | 2     | 0      |
| Polska           | 2013 | 6     | 63     |
| Polska           | 2014 | 4     | 30     |
| Polska           | 2015 | 5     | 41     |
| Polska           | 2016 | —     | —      |
| Polska           | 2017 | —     | —      |
| Polska           | 2018 | 3     | 32     |
| Polska           | 2019 | 1     | 8      |
| Polska           | 2020 | —     | —      |
| Polska           | 2021 | —     | —      |
| Polska           | 2022 | 1     | 6      |
| Polska           | 2023 | 3     | 10     |
| Suma             | Suma | 41    | 250    |

| Występy w reprezentacji Polski | Występy w reprezentacji Polski | Występy w reprezentacji Polski                            | Występy w reprezentacji Polski | Występy w reprezentacji Polski | Występy w reprezentacji Polski |
| Lp.                            | Data                           | Stadion, miasto                                           | Przeciwnik                     | Wynik                          | Zdobyte punkty                 |
| ------------------------------ | ------------------------------ | --------------------------------------------------------- | ------------------------------ | ------------------------------ | ------------------------------ |
| 1.                             | 7.10.2006                      | Stadion Juvenii, Kraków                                   | Andora                         | 54:8                           | 0                              |
| 2.                             | 18.10.2006                     | Makarska                                                  | Chorwacja                      | 12:11                          | 2 (pd)                         |
| 3.                             | 29.09.2007                     | Andora                                                    | Andora                         | 33:5                           | 13 (P 4pd)                     |
| 4.                             | 27.10.2007                     | Stadion GOSiR, Gdynia                                     | Chorwacja                      | 14:15                          | 0                              |
| 5.                             | 27.04.2008                     | Stadion Gwardii, Koszalin                                 | Łotwa                          | 55:0                           | 10 (2P)                        |
| 6.                             | 10.05.2008                     | Paola                                                     | Malta                          | 29:16                          | 9 (P 2pd)                      |
| 7.                             | 5.10.2008                      | Stadion Budowlanych, Łódź                                 | Ukraina                        | 12:13                          | 0                              |
| 8.                             | 15.11.2008                     | Stadion miejski, Ostrawa                                  | Czechy                         | 13:7                           | 0                              |
| 9.                             | 16.05.2009                     | Stadion Dinamo, Kiszyniów                                 | Mołdawia                       | 30:28                          | 5 (pd, K)                      |
| 10.                            | 30.05.2009                     | Stadion Polonii, Warszawa                                 | Belgia                         | 14:3                           | 9 (3K)                         |
| 11.                            | 12.09.2009                     | Stadion Spartak, Kijów                                    | Ukraina                        | 12:19                          | 2 (pd)                         |
| 12.                            | 25.09.2009                     | Stadion Polonii, Warszawa                                 | Czechy                         | 5:19                           | 0                              |
| 13.                            | 24.04.2010                     | Stadion Króla Baudouina I, Bruksela                       | Belgia                         | 8:29                           | 0                              |
| 14.                            | 9.10.2010                      | Stadion ragby Císařka, Praga                              | Czechy                         | 15:20                          | 0                              |
| 15.                            | 14.11.2010                     | Narodowy Stadion Rugby, Gdynia                            | Mołdawia                       | 25:36                          | 10 (2pd, 2K)                   |
| 16.                            | 20.11.2010                     | Sportanlage in der Feldgerichtstraße, Frankfurt nad Menem | Niemcy                         | 22:17                          | 0                              |
| 17.                            | 7.04.2012                      | Stadion Króla Baudouina I (A2), Bruksela                  | Belgia                         | 13:20                          | 0                              |
| 18.                            | 6.10.2012                      | Stadion Josefa Kohouta, Říčany                            | Czechy                         | 29:3                           | 0                              |
| 19.                            | 1.06.2013                      | Korsängens IP, Enköping                                   | Szwecja                        | 11:19                          | 6 (2K)                         |
| 20.                            | 7.09.2013                      | Stadion Polonii, Warszawa                                 | Szwecja                        | 30:9                           | 13 (2pd 3K)                    |
| 21.                            | 12.10.2013                     | Stadion Polonii, Warszawa                                 | Czechy                         | 30:10                          | 17 (pd 5K)                     |
| 22.                            | 29.10.2013                     | Colombo Racecourse Ground, Kolombo                        | Madagaskar                     | 21:25                          | 11 (pd, 3K)                    |
| 23.                            | 1.11.2013                      | Colombo Racecourse Ground, Kolombo                        | Sri Lanka                      | 25:26                          | 8 (pd, 2K)                     |
| 24.                            | 9.11.2013                      | Sportforum Hohenschönhausen, Berlin                       | Niemcy                         | 13:43                          | 8 (pd 2K)                      |
| 25.                            | 5.04.2014                      | Stadion ROSRRiT, Siedlce                                  | Mołdawia                       | 12:21                          | 2 (pd)                         |
| 26.                            | 6.09.2014                      | Stadion Polonii, Warszawa                                 | Szwecja                        | 29:17                          | 9 (3pd K)                      |
| 27.                            | 18.10.2014                     | Stadion Polonii, Warszawa                                 | Holandia                       | 9:8                            | 9 (3K)                         |
| 28.                            | 15.11.2014                     | Stadion Dinamo, Kiszyniów                                 | Mołdawia                       | 25:48                          | 10 (2pd 2K)                    |
| 29.                            | 18.04.2015                     | Stadion Króla Baudouina I (A2), Bruksela                  | Belgia                         | 23:53                          | 10 (2pd 2K)                    |
| 30.                            | 9.05.2015                      | Arena Lublin, Lublin                                      | Ukraina                        | 17:20                          | 12 (4K)                        |
| 31.                            | 12.09.2015                     | Korsängens IP, Enköping                                   | Szwecja                        | 29:11                          | 7 (2pd K)                      |
| 32.                            | 17.10.2015                     | Stadion Podilla, Chmielnicki                              | Ukraina                        | 14:30                          | 4 (2pd)                        |
| 33.                            | 14.11.2015                     | Stadion Polonii, Warszawa                                 | Mołdawia                       | 18:14                          | 8 (pd 2K)                      |
| 34.                            | 3.03.2018                      | Nationaal Rugby Centrum, Amsterdam                        | Holandia                       | 30:71                          | 8 (pd 2K)                      |
| 35.                            | 17.03.2018                     | Stade des Cherpines, Plan-les-Ouates                      | Szwajcaria                     | 24:30                          | 14 (P 3pd K)                   |
| 36.                            | 24.03.2018                     | Stadion Widzewa, Łódź                                     | Portugalia                     | 25:27                          | 10 (2pd 2K)                    |
| 37.                            | 23.03.2019                     | Stadion Miejski, Łódź                                     | Szwajcaria                     | 25:28                          | 8 (pd 2K)                      |
| 38.                            | 9.04.2022                      | Stadion Widzewa, Łódź                                     | Litwa                          | 43:10                          | 6 (3pd)                        |
| 39.                            | 4.02.2023                      | Stadionul Arcul de Triumf, Bukareszt                      | Rumunia                        | 27:67                          | 10 (2pd 2K)                    |
| 40.                            | 11.02.2023                     | Narodowy Stadion Rugby, Gdynia                            | Portugalia                     | 3:65                           | 0                              |
| 41.                            | 11.03.2023                     | Nationaal Rugby Centrum, Amsterdam                        | Belgia                         | 17:18                          | 0                              |

## Życie prywatne
- Młodsze siostry Banaszka, Anna, oraz Emilia Banaszek także uprawiały rugby[67] – gra w zespole Tygrysic Sochaczew[68] oraz żeńskiej reprezentacji Polski[67]. Kamila Banaszek uprawia piłkę nożną[67].
- Przyjaźnił się z Donaldem Gargassonem, urodzonym we Francji reprezentantem Polski w rugby[69].